# Kensington (Nou Hampshire)
Kensington és una població dels Estats Units a l'estat de Nou Hampshire. Segons el cens del 2007 tenia 2.072 habitants.

## Demografia
Segons el cens del 2000, Kensington tenia 1.893 habitants, 657 habitatges, i 532 famílies. La densitat de població era de 61,2 habitants per km².
Dels 657 habitatges en un 40,3% hi vivien nens de menys de 18 anys, en un 72,9% hi vivien parelles casades, en un 5,8% dones solteres, i en un 18,9% no eren unitats familiars. En el 13,4% dels habitatges hi vivien persones soles el 4,9% de les quals corresponia a persones de 65 anys o més que vivien soles. El nombre mitjà de persones vivint en cada habitatge era de 2,88 i el nombre mitjà de persones que vivien en cada família era de 3,18.
Per edats la població es repartia de la següent manera: un 27,8% tenia menys de 18 anys, un 5% entre 18 i 24, un 32% entre 25 i 44, un 25,4% de 45 a 60 i un 9,8% 65 anys o més.
L'edat mediana era de 39 anys. Per cada 100 dones de 18 o més anys hi havia 100 homes.
La renda mediana per habitatge era de 67.344$ i la renda mediana per família de 72.679$. Els homes tenien una renda mediana de 56.023$ mentre que les dones 35.278$. La renda per capita de la població era de 29.265$. Entorn del 3,4% de les famílies i el 4,6% de la població estaven per davall del llindar de pobresa.